# Yosemite Administration Building
La Yosemite Administration Building est un bâtiment dans le comté de Mariposa, en Californie, dans le sud-ouest des États-Unis. Protégé au sein du parc national de Yosemite, ce bâtiment administratif dessiné par Myron Hunt dans le style rustique du National Park Service a été livré en 1924. C'est une propriété contributrice au district historique de Yosemite Village depuis la création de ce district historique le 30 mars 1978. Il contribue également au district dit « Yosemite Valley » depuis sa création le 14 décembre 2006.